# زاغج
زاغج، روستایی از توابع بخش بزینه‌رود شهرستان خدابنده در استان زنجان ایران است.

## جمعیت
این روستا در دهستان زرینه‌رود (خدابنده) قرار دارد و براساس سرشماری مرکز آمار ایران در سال ۱۳۸۵، جمعیت آن 1500 نفر (311خانوار) بوده‌است.